# Relations entre la Pologne et la Roumanie

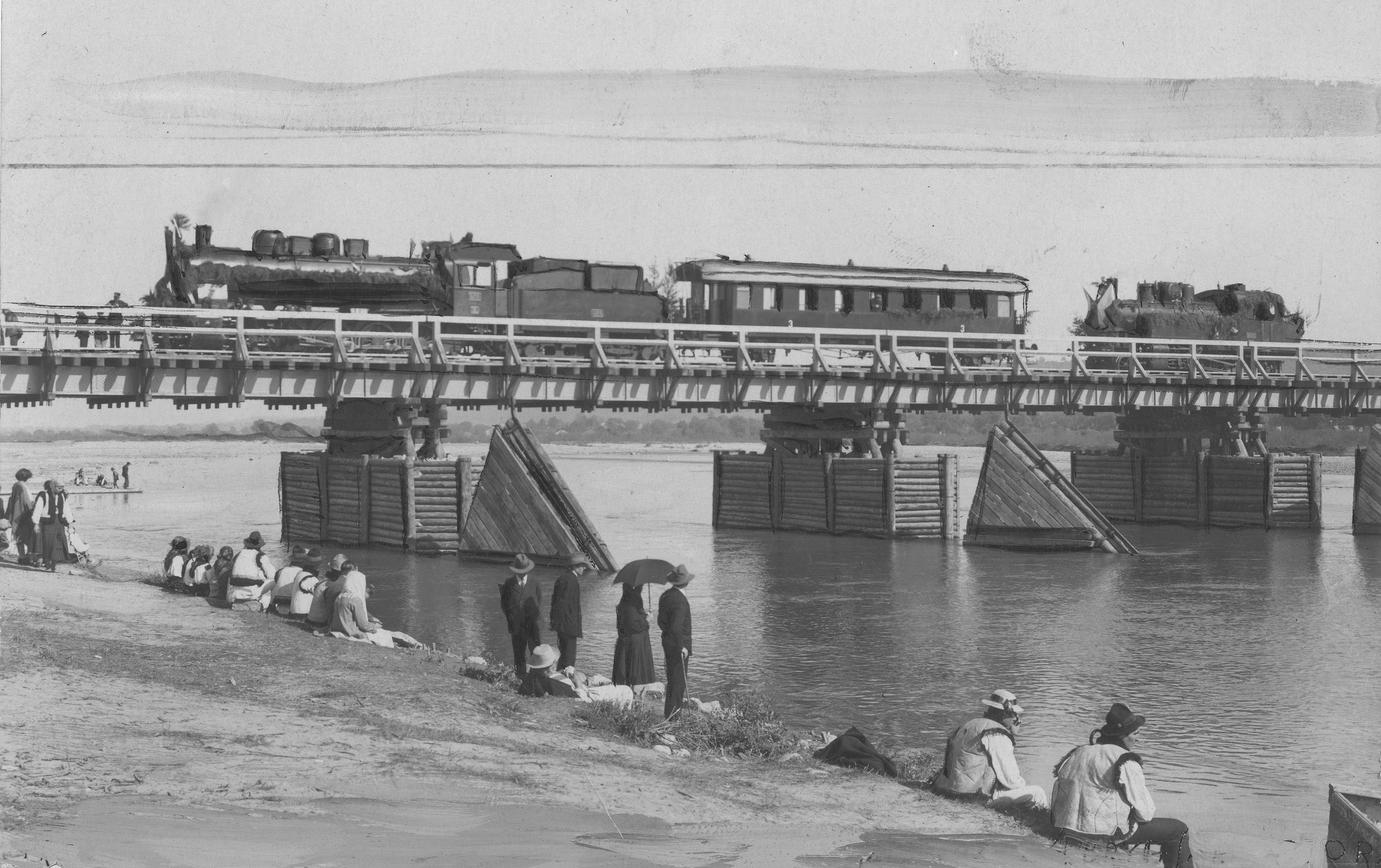
Train franchissant la frontière polono-roumaine à Kouty en 1930.

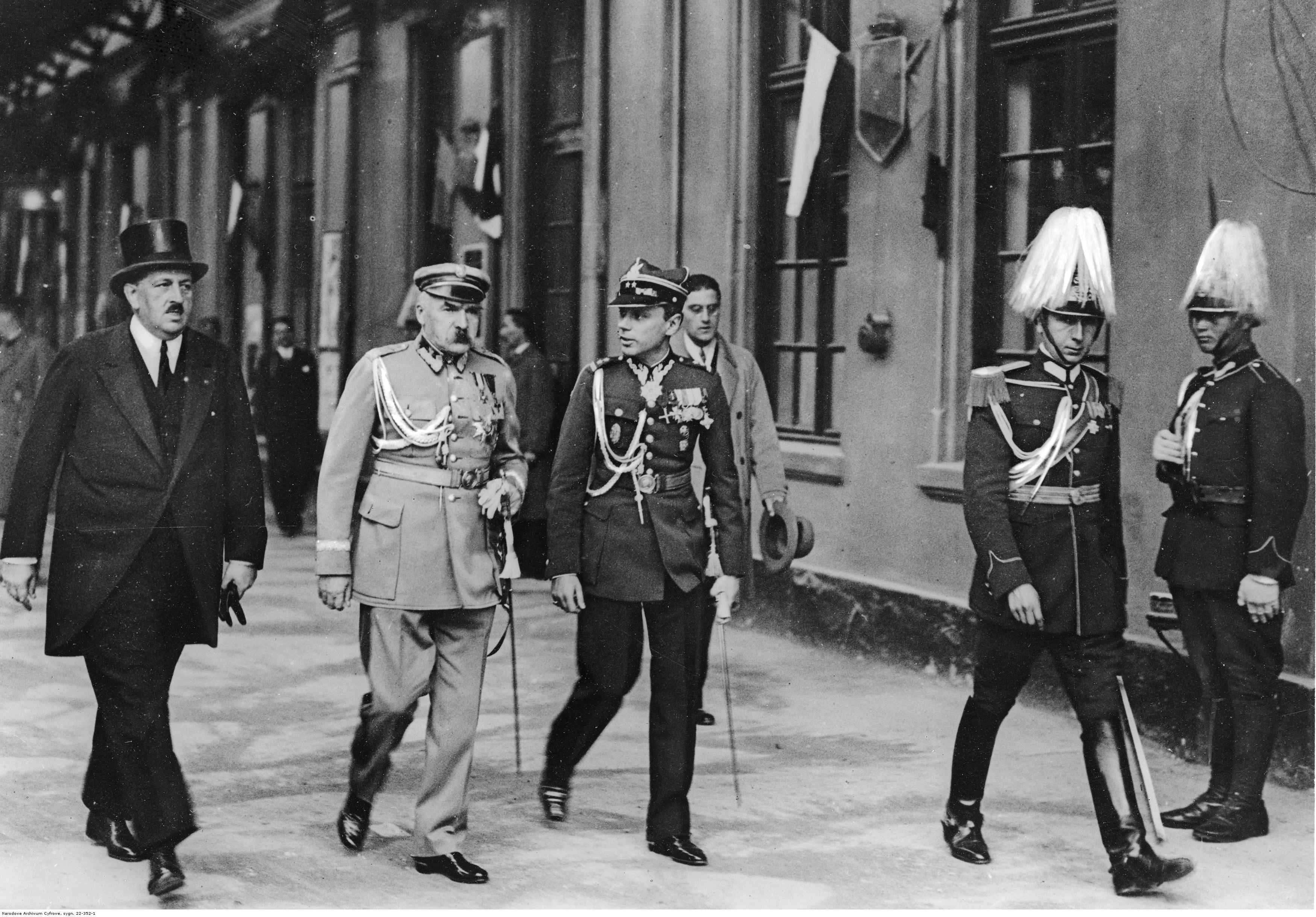
Visite du Maréchal Piłsudski en Roumanie en 1931.

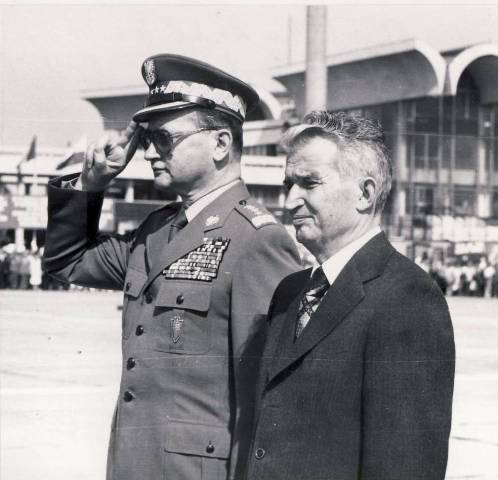
Wojciech Jaruzelski (République populaire de Pologne) et Nicolae Ceaușescu (République socialiste de Roumanie).

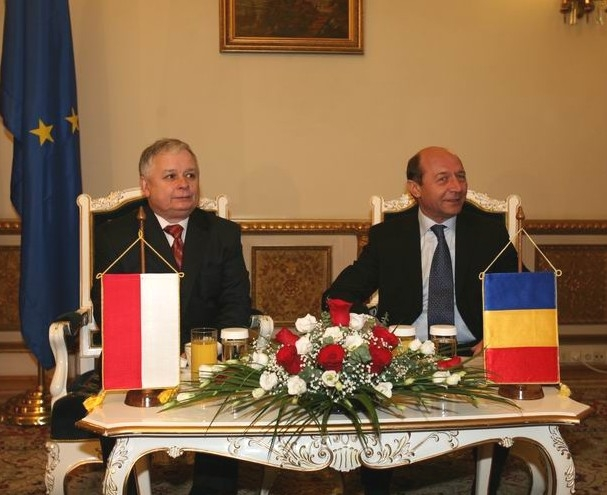
Les présidents Lech Kaczyński (Pologne) et Traian Băsescu (Roumanie) en 2007.

Les relations entre la Pologne et la Roumanie sont les relations entre deux pays de l'Union européenne.
Les deux pays établissent des relations diplomatiques depuis le 9 février 1919. La Pologne a une ambassade à Bucarest tandis que la Roumanie a une ambassade à Varsovie et 3 consulats honoraires à Gdynia, Katowice et Poznań. Les deux pays sont membres à part entière de l'OTAN et de l'Union européenne, ainsi que du groupe des Neuf de Bucarest, de l'Initiative des trois mers, de l'OSCE et du Conseil de l'Europe.
Ces dernières années, les représentants des gouvernements polonais et roumains ont régulièrement échangé des visites de haut niveau, reflet de l'intérêt mutuel pour la coopération bilatérale entre les deux pays.

## Histoire
Les débuts des relations polono-roumaines remontent au XIVe siècle avec la fondation de la principauté de Moldavie, qui fut à plusieurs reprises un État vassal du royaume de Pologne puis de la République des Deux Nations. Les échanges commerciaux entre la mer Baltique et la mer Noire ont favorisé un rapprochement entre les deux peuples. Au XIXe siècle, des personnalités polonaises comme le médecin Samuel Teofil Glück, envoyé des insurgés polonais lors de l’Insurrection de Janvier, jouent un rôle important en Roumanie : Glück devient chef du service de santé civil en 1864 et médecin de la cour du roi Carol Ier, contribuant à l’introduction du calendrier grégorien dans le pays. Durant la Première Guerre mondiale, la bataille de Cârlibaba (1915) oppose les Légions polonaises aux troupes russes, et plusieurs médecins polonais œuvrent à Bucarest auprès des blessés. Après l’indépendance de la Pologne en 1918, de nombreux Polonais quittent la Bucovine, et une coopération militaire naît entre les deux pays, notamment avec la mission roumaine en Pocoutie en 1919, pour soutenir la Pologne dans sa lutte contre la République populaire d'Ukraine occidentale.
L’entre-deux-guerres est marqué par une alliance stratégique entre la Seconde République de Pologne et le royaume de Roumanie. Des traités signés dès 1921 scellent une coopération diplomatique et militaire étroite, renforcée par une frontière commune. Lorsque la Seconde Guerre mondiale éclate en 1939, environ 120 000 soldats polonais se replient en Roumanie via la « tête de pont roumaine », puis rejoignent les forces alliées en France et au Royaume-Uni. Près de 25 000 civils polonais trouvent également refuge en Roumanie. Malgré sa neutralité officielle, la Roumanie facilite secrètement l’évacuation de l’or polonais vers la France, provoquant la colère de l’Allemagne nazie. Des écoles polonaises sont ouvertes pour les enfants réfugiés, et certains jeunes rejoignent l’armée polonaise en exil. En 1940, face à la menace allemande, certains réfugiés sont même transférés jusqu’à Chypre.
Durant et après la guerre, les relations polono-roumaines se poursuivent dans un contexte difficile. L’URSS déporte environ 30 000 personnes depuis les territoires polonais et roumains occupés. En 1942, le Premier ministre polonais en exil, Władysław Sikorski, s’oppose avec succès aux ambitions soviétiques d’annexion de territoires orientaux des deux pays. Des prisonniers roumains sont internés avec des Polonais dans des camps allemands (Oflag 73, Stalag VIII-B, etc.). Après 1945, de nombreux membres des communautés polonaises de Bucovine et Lupeni sont rapatriés en Pologne, mettant fin à un chapitre intense, mais marquant, des liens historiques entre les deux pays,.

## Relations contemporaines
Depuis 2017, les relations militaires entre la Pologne et la Roumanie se sont intensifiées dans le cadre de l’OTAN. Un contingent militaire polonais est stationné en Roumanie au sein de la brigade multinationale du Sud-Est, équipé de véhicules blindés Rosomak. De son côté, la Roumanie déploie jusqu’à 120 soldats en rotation en Pologne, dans le cadre du bataillon multinational de combat, avec des canons antiaériens automoteurs Flakpanzer Gepard et une station radar. 
Les symboles historiques d’amitié entre les deux nations sont également mis à l’honneur. En 2017, les autorités polonaises ont décidé que le 1er bataillon logistique de la 17e brigade mécanisée porterait l’héritage du 57e régiment d’infanterie « Roi Carol II de Roumanie », placé sous le patronage du roi roumain en 1937. En retour, le 14 février 2020, la Roumanie a conféré au 634e bataillon d’infanterie le nom honorifique de « Maréchal Józef Piłsudski », en mémoire du régiment des Dorobanți (en) qui avait reçu cette dénomination après la visite du maréchal polonais en 1932,.
Les liens polono-roumains s’expriment également par la solidarité et la coopération économique. En 2021, la Pologne a envoyé du matériel médical et du personnel soignant pour soutenir la Roumanie face à la pandémie de COVID-19. En 2023, le 3 mars a été proclamé Journée de la solidarité roumano-polonaise, en souvenir de la signature de l’alliance défensive du 3 mars 1921. Sur le plan économique, les échanges commerciaux ont atteint un record de 4,86 milliards d’euros en 2016. Par ailleurs, le Women Leadership Forum 2020 organisé à Varsovie a mis en lumière la coopération bilatérale dans les domaines de la politique, de l’économie et de l’éducation, en présence de membres de la famille royale roumaine.

## Missions diplomatiques résidentes
La Pologne a une ambassade à Bucarest. La Roumanie a une ambassade à Varsovie.

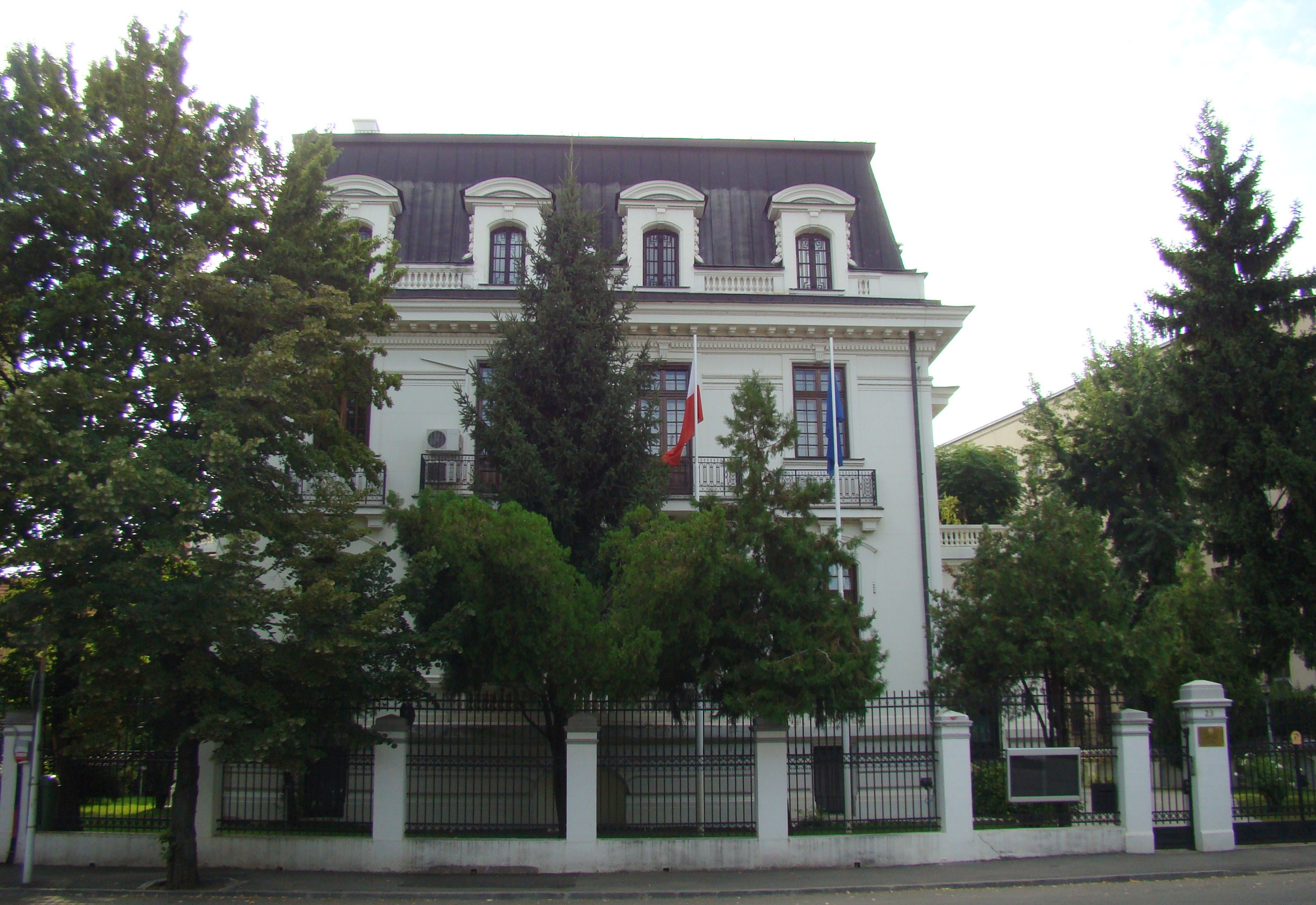
L'ambassade de Pologne à Budapest.
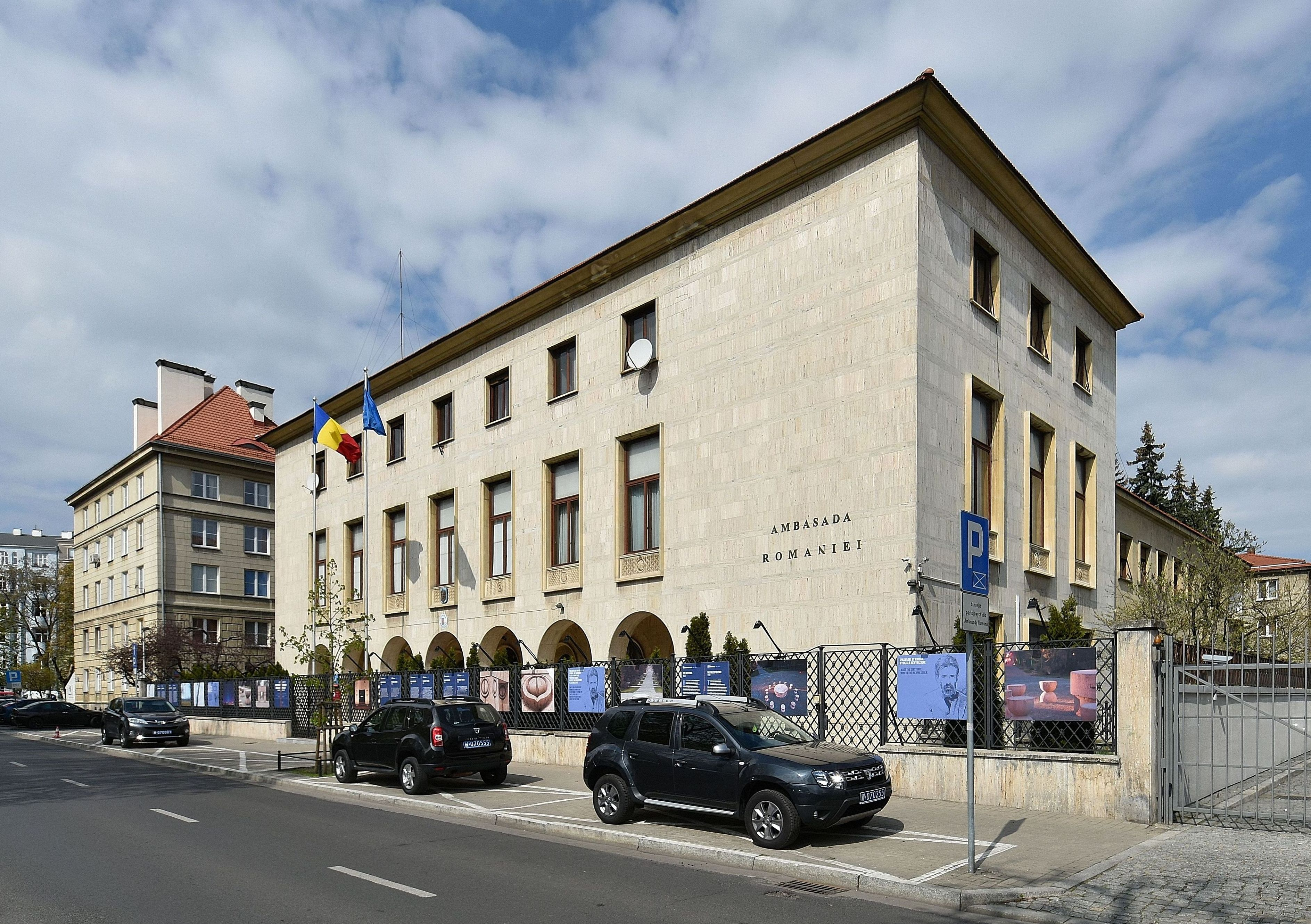
L'ambassade de Roumanie à Varsovie.

## Polonais de Roumanie
Les Polonais de Roumanie constituent une minorité nationale officiellement reconnue, disposant d'un siège à la Chambre des députés, actuellement détenu par l'Union des Polonais de Roumanie (en). Ils ont accès aux écoles primaires et aux centres culturels polonais, appelés « Foyers polonais ».